# SuriPop XXII
SuriPop XXII is een muziekfestival in Suriname in 2024.
De lancering met de presentatie van de finalisten vond dit jaar voor het eerst in een van de districten van Suriname plaats, in Commewijne in het evenementencentrum Het Bastion in Nieuw-Amsterdam. De presentatie lag hier in handen van Odette Miranda en Rodney Deekman. In de voorselectie koos de jury twaalf liederen.
De finale vond plaats op 3 augustus 2024 in de Anthony Nesty Sporthal (NIS) in Paramaribo. Deze werd gewonnen door Vestiane Dixon met het lied Mi lobi bon. Ook de bijbehorende videoclip werd bekroond met de eerste prijs. De finale werd gepresenteerd door Odette Miranda en Henk van Vliet. Yu nanga mi van componist Clint Fazal Alikhan, gezongen door Kavish Kalka, had na twee maanden de meest bekeken videoclip op YouTube.

## Finale
Voor de finale koos de jury twaalf liederen: Vestiane Dixon werd eerste, Cyriel Lamesie tweede en Arantis Forster derde.
| Lied              | Componist           | Zanger                                            | Arrangeur                            | Videoproducer            |
| ----------------- | ------------------- | ------------------------------------------------- | ------------------------------------ | ------------------------ |
| Mek' mi lobi yu   | Donovan Moor        | Tehilla Glory Lavenberg-Amauten & Timothy Amauten | David Pansa                          | Ferdinand Antomoi        |
| Broko ati 🥉      | Arantis Forster     | Eutenice Proeger                                  | David Pansa                          | Juel Multimedia          |
| Mi lobi bon 🥇    | Vestiane Dixon      | Zipporra Windzak & Rumarlo Lont                   | Ivan Ritfeld                         | CDQ Universal🥇          |
| A ten             | Marcel Pinas        | Xamira Badloe - van Windt                         | AsKo Production                      | Juel Multimedia          |
| Ondrofeni         | Roberto Banel       | Romario Panka                                     | Rolinzo Huur                         | Young Mike Production    |
| Tru lobi 🥈       | Cyriel Lamesie      | Djonel Damenie & Kennia Domini                    | Henok Misiedjan                      | Young Mike Production    |
| Yu nanga mi       | Clint Fazal Alikhan | Kavish Kalka                                      | Ernesto van Dal                      | CRW-Visuals              |
| Mi lobi tranga so | Eurito Sandvliet    | Giora Ajauwna                                     | Larielio Sandvliet & Ernesto van Dal | Ekaymedia                |
| Gi Sranan         | Chantay Muringen    | Jessamy Schmeltz                                  | AsKo Production                      | Juel Multimedia          |
| Tru yeye lobi     | Gail Molijn         | Unchindany Libretto & Orveo Djoe                  | Rolinzo Huur                         | Wilgo Entingh            |
| Kon w' gwe        | Bryan Muntslag      | Roberto Zeeuw                                     | Ernesto van Dal                      | Rushently S. A. Rosalina |
| Wan bosroyti      | Jorgen Albitrouw    | Joy Meye & Humphrey Koulen                        | Jim Westfa                           | Ekaymedia                |

I (1982) · II (1983) · III (1984) · IV (1986) · V (1988) · VI (1990) · VII (1992) · VIII (1994) · IX (1996) · X (1998) · XI (2000) · XII (2002) · XIII (2004) · XIV (2006) · XV (2008) · XVI (2010) · XVII (2012) · XVIII (2014) · XIX (2016) · XX (2018) · XXI (2022) · Kerstsongeditie (2023) · XXII (2024)